# Kamuflaż (serial telewizyjny)
Kamuflaż (ang. Covert Affairs) – amerykański serial telewizyjny emitowany przez telewizję USA Network. Premiera pierwszej serii miała miejsce 13 lipca 2010 roku. Emisja drugiej serii rozpoczęła się 7 czerwca 2011. 

 5 stycznia 2015 roku, stacja USA Network ogłosiła oficjalnie skasowanie serialu po 5 seriach.

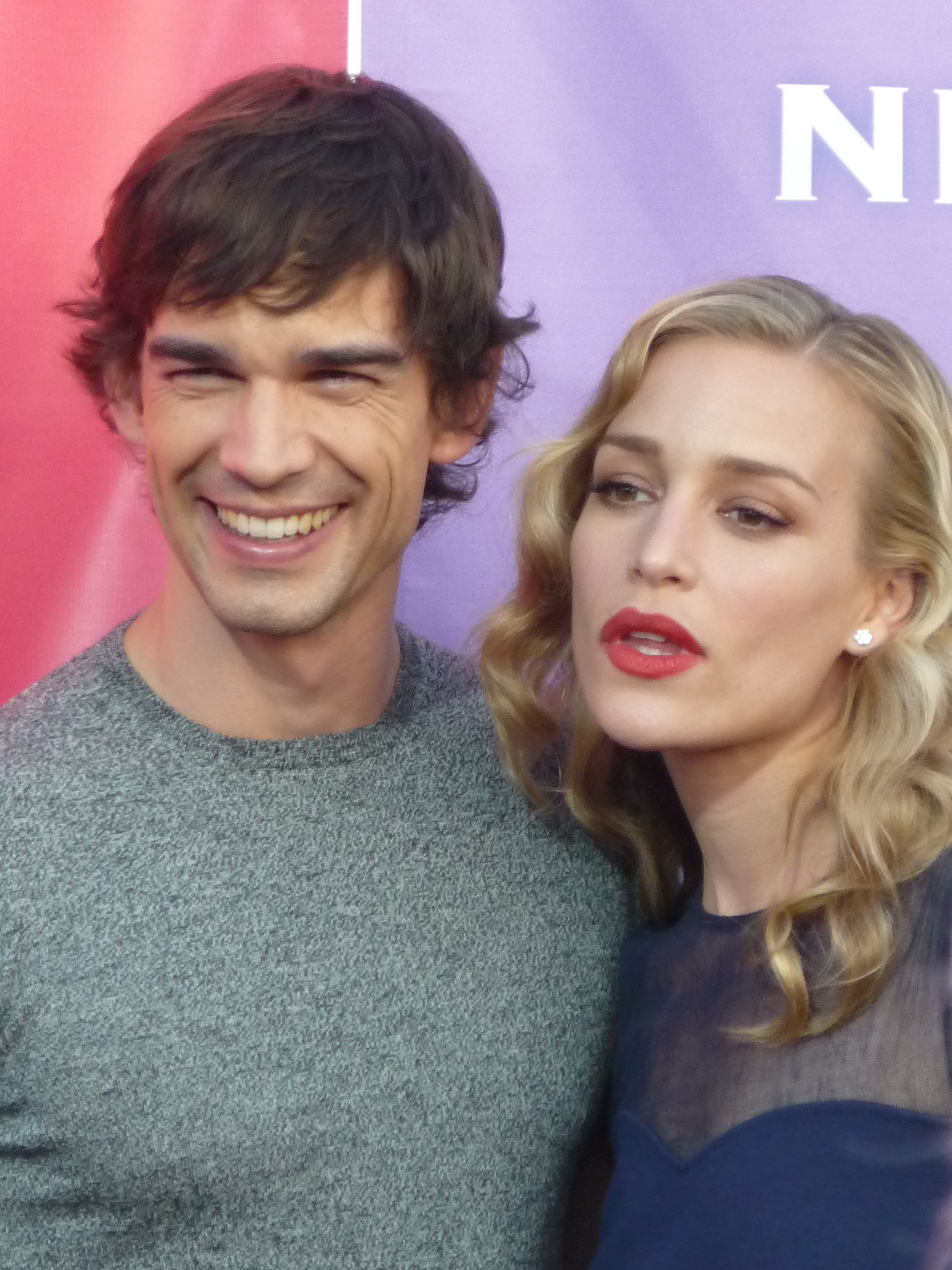
Odtwórcy roli postaci Auggie Anderson (Christopher Gorham, po lewej) i Annie Walker (Piper Perabo).

## Fabuła
Annie Walker, stażystka CIA nagle zostaje przydzielona do pracy w terenie. Jej przewodnikiem w agencji zostaje niewidomy Auggie Anderson. Młoda agentka nie zdaje sobie sprawy, że agencja ma wobec niej szczególne plany.

## Obsada i główne postaci

### Role pierwszoplanowe
- Piper Perabo jako Anne Catherine ("Annie") Walker:  28-letnia stażystka CIA nagle przydzielona do pracy w terenie. Annie nie wie, że agencja posługuje się nią, aby dotrzeć do jej byłego chłopaka. Biegle mówi siedmioma językami m.in. w: angielskim, rosyjskim, hiszpańskim i portugalskim, który jest jej ulubionym[4].
- Christopher Gorham jako August ("Auggie") Anderson: Do czasu, gdy stracił wzrok podczas misji, był agentem specjalnym. Przygarnia Annie pod swoje skrzydła i pomaga jej odnaleźć się w agencji.
- Kari Matchett jako Joan Campbell: Przełożona Annie, stoi na czele DPD (Domestic Protection Division), jest żoną Artura Campbella.
- Anne Dudek jako Danielle Brooks: starsza siostra Annie. Jest mężatką, ma dwoje dzieci. Danielle początkowo nie wie, czym naprawdę zajmuje się Annie. Jest przekonana, że jej młodsza siostra pracuje dla Instytutu Smithsona.
- Sendhil Ramamurthy jako Jai Wilcox: agent, który zastąpił Sheehan. Jego ojciec był szefem agencji, ma swój własny wydział zajmujący się biurokracją w agencji.

### Role drugoplanowe
- Peter Gallagher jako Arthur Campbell: DCS (Director of the National Clandestine Service) jest mężem Joan Campbell.
- Eion Bailey jako Ben Mercer: były chłopak Annie; poszukiwany przez CIA, zanim powrócił do agencji. Pracuje dla Arthura Campbella jako agent do zadań specjalnych.
- Gregory Itzin jako Henry Wilcox: były DCS, ojciec Jai'a Wilcoxa.
- Sarah Clark jako Lena Smith: agentka prowadząca Annie w trakcie jednej misji, odsyła ją potem z powrotem do DPD. Jej największą rywalką jest Joan Campbell.
- Richard Coyle jako Simon Fisher: biznesmen, podejrzewany o szpiegostwo na rzecz rosyjskiej agencji FSB. To właśnie jego Annie rozpracowuje pod skrzydłami Leny Smith.
- Oded Fehr jako Eyal Lavin: agent Mossadu, który okazjonalnie pomaga Annie w jej misjach.

## Odcinki
| Sezon | Sezon | Odcinki | Oryginalna emisja | Oryginalna emisja | Oryginalna emisja | Oryginalna emisja | Oryginalna emisja |
| Sezon | Sezon | Odcinki | Premiera sezonu   | Finał sezonu      | Premiera sezonu   | Finał sezonu      |                   |
| ----- | ----- | ------- | ----------------- | ----------------- | ----------------- | ----------------- | ----------------- |
|       | 1     | 11      | 13 lipca 2010     | 14 września 2010  | 1 sierpnia 2010   | 10 września 2010  |                   |
|       | 2     | 16      | 7 czerwca 2011    | 6 grudnia 2011    | 1 września 2011   | 15 grudnia 2011   |                   |
|       | 3     | 16      | 10 lipca 2012     | 20 listopada 2012 | 1 września 2012   | 15 grudnia 2012   |                   |
|       | 4     | 16      | 16 lipca 2013     | 21 listopada 2013 | 12 kwietnia 2014  | 26 lipca 2014     |                   |
|       | 5     | 16      | 24 czerwca 2014   | 18 grudnia 2014   | brak danych       | brak danych       |                   |